# Michael Gerber (pisarz)
Michael Gerber (ur. 14 czerwca 1969) – amerykański pisarz, twórca serii książek o Barrym Trotterze, parodiujących cykl Harry Potter autorstwa J.K. Rowling.